# Gouania velutina
Gouania velutina är en brakvedsväxtart som beskrevs av Reiss.. Gouania velutina ingår i släktet Gouania och familjen brakvedsväxter. Inga underarter finns listade i Catalogue of Life.